# Гексахлороплатинат(IV) бария
Гексахлороплатинат(IV) бария — неорганическое соединение, комплексный хлорид бария и платины с формулой Ba[PtCl6], красные кристаллы, растворяется в воде, образует кристаллогидраты.

## Физические свойства
Гексахлороплатинат(IV) бария образует красные кристаллы.
Образует кристаллогидрат состава Ba[PtCl6]•6H2O.
Растворяется в воде, реагирует с этанолом
.

## Химические свойства
Реагирует с концентрированным раствором аммиака с образованием цис-тетрахлородиамминплатины:
{\displaystyle {\mathsf {Ba[PtCl_{6}]+2\ NH_{3}\cdot H_{2}O\ {\xrightarrow {}}\ [Pt(NH_{3})_{2}Cl_{4}]+BaCl_{2}+2H_{2}O}}}